# Domača muha
Domača muha (znanstveno ime Musca domestica; tudi hišna muha) se najbolj namnoži v jeseni in s tem postane nadlega za človeka. Hladna jesen in mušja plesen (Empusa muscae) večino muh pomorita. Nekaj samic vseeno prezimi v ogrevanih sobah, te samice so se že prej sparile in hranijo samčeve semenčice v sebi, da lahko z njimi spomladi oplodijo jajčeca. Hišna muha je nadležna žival, čeprav sama po sebi ni nevarna, vendar obleze vse, tudi iztrebke bolnikov in potem raznaša bolezenske kali naokrog.

## Razmnoževanje domače muhe
Domača muha se plodi zelo hitro, samica znese v času od meseca maja do septembra ali do oktobra petnajstkrat jajca, vsakokrat kakšnih 60 do 70 jajc. Z leglom jih posaja v smeti in druge odpadke, pogosto v gnoj, najraje v konjski gnoj. Iz jajc prilezejo ličinke že po 24 urah, hitro zrastejo in se zabubijo. Novi rod se pokaže že po 10 do 14 dnevih. Požrešne ličinke uničijo s hranjenjem tudi mnogo bolezenskih kali in drugih povzročiteljev obolenj.